# ニューヒット演歌12 浪花恋しぐれ
『ニューヒット演歌12 浪花恋しぐれ』は、1983年10月21日に発売された橋幸夫のオリジナルアルバム。LP盤（28RL-0003）とカセットテープ（28RM-0003)の2形式で発売された。

## 概要
- 橋幸夫経営のリバスター音産より発売されたオリジナルアルバムで、ビクターレコードより移籍後、橋の2枚目となるアルバムとなる。販売はLP盤は提携しているキャニオンレコード、カセットテープはポニー。
- 1983年4月に移籍後、すぐにアルバム制作にとりかかり、1枚目は新曲のオリジナルアルバム、2枚目となる本作は演歌のヒット曲に、シングル曲2曲を加えた構成となっている。

## 収録曲
A面
1. 矢切の渡し
作詞：石本美由起、作曲：船村徹、編曲：神保正明
2. 浪花恋しぐれ
作詞：たかたかし、作曲：岡千秋、編曲：只野通泰
3. 氷雨
作詞・作曲：とまりれん、編曲：神保正明
4. 恋吹雪
作詞：吉岡治、作曲：市川昭介、編曲：神保正明
5. 兄弟船
作詞：星野哲郎、作曲：船村徹、編曲：伊藤雪彦
6. まわり道
作詞：なかにし礼、作曲：三木たかし、編曲：只野通泰

B面
1. ささえ
作詞：千家和也、作曲：三木たかし、編曲：斉藤恒夫
2. 足手まとい
作詞：高畠諄子、作曲：中川博之、編曲：只野通泰
3. 夢芝居
作詞・作曲：小椋佳、編曲：神保正明
4. さざんかの宿
作詞：吉岡治、作曲：市川昭介、編曲：只野通泰
5. 釜山港へ帰れ
作詞：黄善友・三佳令二（訳詞）、作曲：黄善友、編曲：伊藤雪彦
6. 今夜は離さない
作詞：藤波研介、作曲：幸耕平、編曲：南郷達也

## 共演
安倍里葎子（A-2、B-6）